# 새크라멘토강

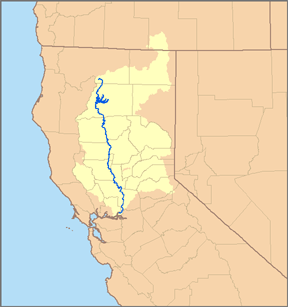
새크라멘토강

새크라멘토강(Sacramento River)은 미국 캘리포니아주에서 가장 긴 강이다. 캐스케이드산맥의 섀스타산에서 발원하여 719 km를 흐른다. 아메리칸강과 샌와킨강이 합류하며, 샌프란시스코만으로 합류한다. 캘리포니아에서는 가장 긴 강으로, 담수 면적은 19개의 캘리포니아주에 걸쳐서 71,000 km2이며, 대부분은 새크라멘토 계곡으로 알려진 시에라네바다와 코스트 레인지에 의해 경계를 이루고 있으며, 캘리포니아 북동부의 화산 지대 고원까지 뻗어 있다. 역사적으로 그 수로는 더 멀리 확장되어 있었으며 북쪽으로는 오레건주 남중부까지, (지금의 구스호 내부까지) 뻗어 있었다.